# Gura Văii, Bacău
Gura Văii (în trecut, Râpile) este satul de reședință al comunei cu același nume din județul Bacău, Moldova, România.

## Vezi și
- Biserica de lemn din Gura Văii
- Biserica Adormirea Maicii Domnului din Gura Văii